# 신해방지구
신해방지구(新解放地區)는 북위 38도 이남에 있는 땅 한국 전쟁 후에 조선민주주의인민공화국 영토가 된 곳을 말한다. 옹진반도(조선민주주의인민공화국 옹진군, 태탄군의 옛 대거면 남부 지역, 강령군, 벽성군 극미 일부), 옛 남연백군 지역(해주시 하읍천, 배천군 남부, 연백군), 개성시의 송악산 남쪽 지역이다.

## 주요 출신 인물
남측
- 이상벽
- 김진표 (정치인)
- 전원주
- 윤숙자
- 양주동
- 민관식
- 전원주

북측
- 신불출

## 같이 보기
- 수복지구
- 한반도 군사분계선
- 미수복지구